# Mali pas
Mali pas (lat. Canis Minor) Jedno je od 88 modernih i 48 originalnih Ptolemejevih zviježđa. Manja konstelacija pozicionirana sjeverno od Velikog psa (Canis Major), s najsjajnijom zvijezdom Prokion.